# جائزة نيوزيلندا الكبرى 2010
جائزة نيوزيلندا الكبرى 2010 هو سباق فورمولا 1 أقيم بتاريخ 14 فبراير 2010 في نيوزيلندا.